# Buhler, Kansas
Buhler, Kansas (енгл. Buhler) град је у америчкој савезној држави Канзас.

## Демографија
По попису из 2010. године број становника је 1.327, што је 31 (-2,3%) становника мање него 2000. године.
| Група             | 2000.         | 2010.         |
| Белци             | 1.327 (97,7%) | 1.277 (96,2%) |
| Афроамериканци    | 2 (0,1%)      | 1 (0,1%)      |
| Азијати           | 1 (0,1%)      | 0 (0,0%)      |
| Хиспаноамериканци | 16 (1,2%)     | 32 (2,4%)     |
| Укупно            | 1.358         | 1.327         |